# 合河乡
合河乡，是中华人民共和国河南省新乡市新乡县下辖的一个乡镇级行政单位。

## 行政区划
合河乡下辖以下地区：
合河村、朱小郭村、田小郭村、郭小郭村、崔小郭村、都小郭村、北陈庄村、范岭村、西河村、东元封村、西元封村、南永康村、西永康村、西北永康村、东北永康村、石村、前村、后村、潘屯村和贾桥村。